# Didier Bolelli
Pour les articles homonymes, voir Bolelli.
Didier Bolelli, né le 19 septembre 1955, est un général d'armée de l'Armée de terre française qui a été directeur des opérations à la Direction générale de la Sécurité extérieure (DGSE), directeur de la Direction de la protection et de la sécurité de la défense (DPSD) et enfin directeur de la Direction du renseignement militaire (DRM), ce qui fait de lui le seul officier général à avoir occupé des postes de direction dans les trois services de renseignement de la défense et en avoir dirigé deux. De juin 2014 à avril 2023, il est dirigeant de l'entreprise GEOS.

## Formation
Didier Bolelli a été admis à École spéciale militaire de Saint-Cyr en 1974, après deux années de préparation au Prytanée national militaire de La Flèche. À l’issue de sa scolarité, il a choisi l’Arme blindée et cavalerie et a rejoint l’École de cavalerie de Saumur.
Il est également diplômé du Command and General Staff College de Fort Leavenworth (École de guerre américaine), de l’École de guerre à Paris, ainsi que du Centre des hautes études militaires (CHEM) et de l’Institut des hautes études de défense nationale (IHEDN).

## Carrière militaire

### Au sein des services de renseignement
Le général Bolelli a fait une grande partie de sa carrière dans le renseignement :
- Il a servi au 13e régiment de dragons parachutistes comme chef d’équipe de recherche, officier opérations puis chef du bureau opérations (1991-1993), avant d'en prendre le commandement (1997-1999).
- Au sein de la Brigade de renseignement de l'Armée de terre, il fut chef du bureau « recherche humaine » de 1995 à 1997.
- Au cabinet du ministre de la Défense de 1999 à 2001, il est le chef du « bureau réservé », faisant au quotidien l'interface entre le cabinet et les services spéciaux (Opérations spéciales, DGSE, DRM et DPSD).
- De décembre 2004 à juillet 2008, il est directeur des opérations à la Direction générale de la Sécurité extérieure (DGSE)[1].
- De 2008 à 2010, il est directeur de la Direction de la protection et de la sécurité de la défense (DPSD).
- Il est directeur de la Direction du renseignement militaire (DRM) de 2010 à 2013[2].
- Depuis sa création en 2008, il est également membre du Conseil national du renseignement jusqu'en 2013.

Le général d’armée Bolelli (2e section) est ainsi actuellement le seul officier général à avoir occupé des postes de direction dans les trois services de renseignement de la défense et en avoir dirigé deux. À ce titre, il a été conseiller de quatre ministres de la Défense.

### Autres affectations
En dehors de ses affectations opérationnelles, il a également été instructeur à l’École de Saumur[pas clair] (1986-1989), responsable de la communication externe de l’Armée de terre (1993-1995) et rédacteur des interventions et discours du chef d’état major des armées (2002-2004).
Le 1er août 2013, il est nommé inspecteur général des armées de l'Armée de terre et élevé au rang de général d'armée.

## Carrière civile
Depuis juin 2014, il assure la présidence du directoire de la société GEOS, groupe spécialisé dans la prévention et la gestion des risques.

## Décorations
- Commandeur de la Légion d'honneur
- Commandeur de l'ordre national du Mérite
- Croix de la Valeur militaire avec deux citations
- Croix du combattant
- Médaille d'Outre-Mer

- Médaille de la Défense nationale, échelon bronze
- Médaille commémorative française
- Médaille des Nations unies pour UNPROFOR
- Médaille de service en ex-Yougoslavie